# بوب جيمس (كاتب أغاني)
بوب جيمس (بالإنجليزية: Bob James)‏ هو كاتب أغاني أمريكي، ولد في 1952 في ستروثرز في الولايات المتحدة.

## وصلات خارجية
- بوب جيمس على موقع ميوزك برينز (الإنجليزية)
- بوب جيمس على موقع أول ميوزيك (الإنجليزية)
- بوب جيمس على موقع ديسكوغز (الإنجليزية)